# أسطورة هانكو سان

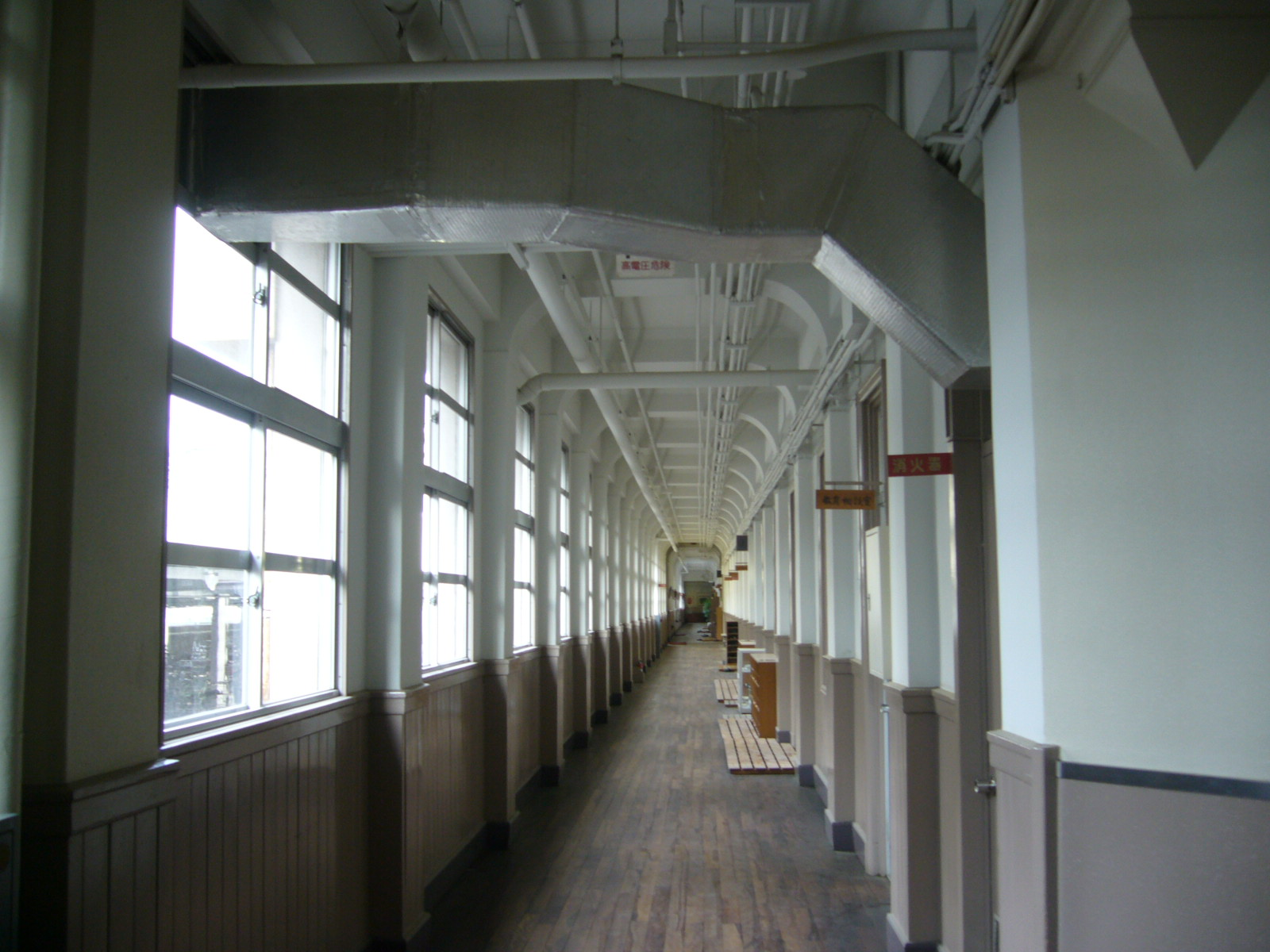

هاناكو -سان ، أو ''تويلي نو هانكو -سان'' (باليابانية トイレのはなこさん?, و تعني بالعربية  "هانكو من المرحاض")
 ، هي أسطورة يابانية حديثة تتحدث عن روح فتاة شابة تدعى هاناكو سان التي تطارد ضحاياها في حمامات المدارس. مثل العديد من الأساطير اليابانية، تختلف تفاصيل أصول الأسطورة. فتقول القصص المختلفة أول قصة أن هاناكو سان هي فتاة قُتلت أثناء لعبها الغميضة خلال أحدي الغارات الجوية في الحرب العالمية الثانية وتقول رواية اخري أنها قُتلت على يد أحد والديها أو علي يد شخص غريب وتقول رواية ثالثة أنها انتحرت في حمام المدرسة.و حققت الروايات المختلفة حول هاناكو - سان بعض الشعبية في المدارس الابتدائية اليابانية، حيث قام بعض الأطفال بتحدى زملائهم في الفصل في محاولة لاستدعاء شبح هاناكو -سان.

## الاسطورة ومظهرها
ووفقا للأسطورة المعروفة، فأن هانكو سان هي شبح فتاة شابة تطارد ضاحياها في حمامات المدارس لذلك أطلق عليها لقب ''تويلي نو هانكو -سان'' (باليابانية トイレのはなこさん?, و التي تعني بالعربية  "هانكو من المرحاض")
 ، ويمكن وصفها بأنها يوكاي أو يوريه.  تتباين تفاصيل مظهرها الجسدي عبر مصادر مختلفة، لكنها توصف عادة بأنها تصفف شعرها على شكل حلاقة البوب وترتدي تنورة أو فستانًا أحمر كما تظهر في الصورة.   تختلف أيضًا أصول أسطورة هانكو سان اعتمادًا على عدة رويات  في بعض الرويات، هاناكو سان طفلة قُتلت على يد شخص غريب أو أحد الولديها المسيئين في حمام المدرسة؛   في رويات أخرى، هانكو سان فتاة انتحرت في حمام المدرسة؛  في رويات أخرى، كانت هانكو سان طفلة عاشت في اليابان خلال فترة الحرب العالمية الثانية،  وقُتلت في أحدي الغارات الجوية بينما كانت مختبئة في حمام المدرسة أثناء لعبة للاختباء والبحث (الغميضة)
لاستدعاء شبح هانكو - سان كثيراً ما يقال إنه يجب على الفرد الذي يريد أستدعائها الدخول إلى حمام الفتيات (عادةً ما يكون في الطابق الثالث من المدرسة)، وطرق ثلاث مرات على باب المرحاض الثالث، ويسأل عما إذا كانت هانكو -سان متواجدة في المكان؟ . إذا كانت هانكو سان موجودة، فسوف ترد ببعض الكلمات مثل «نعم، أنا موجودة». وبناءً على القصة، قد يشهد الفرد بعد ذلك ظهور يد دموية أو شبحية؛  قد تسحب اليد أو هاناكو سان نفسها الفرد داخل المرحاض، مما قد يؤدي إلى سحبه نحو الجحيم؛   أو قد يؤكل الفرد بواسطة سحلية ذات ثلاث رؤوس.

## التاريخ
وصف الكاتب والفنان الشعبي ماثيو ماير أسطورة هاناكو سان بأنها تعود إلى فترة الخمسينيات من القرن الماضي. مايكل ديلان فوستر، مؤلف كتاب اليوكاي: المخلوقات الغامضة الخاصة بالفولكلور الياباني ، أن هاناكو سان «معروفة جيدًا لأنها» أسطورة يابانية حديثة «مرتبطة بالمدارس في جميع أنحاء اليابان منذ التسعينيات من القرن الماضي، وقد تم استخدامها والإشارة إليها أيضًا في الأفلام، لذا أصبحت هذه الاسطورة جزءًا لا يتجزء من الثقافة الشعبية اليابانية... ليس فقط من خلال النقل شفهيًا للاسطورة أو الفولكلور المحلي». وفي عام 2014، وصف مقال نشرته مؤسسة NPR هاناكو سان بأنه «أصبح مجموعة من الفولكلور الحضري الياباني على مدار السبعين عامًا الماضية».

## في الثقافة الشعبية اليابانية
ظهرت شخصية هاناكو سان في الأفلام والمانجا والأنيمي وألعاب الفيديو اليابانية المختلفة. حيث ظهرت شخصيتخا في أول ظهور سينمائي لها في فيلم تولي نو هانكو سان وهو فيلم أُنتج عام 1995، من إخراج جوجي ماتسوكا،  حيث تم تصويرها على أنها روح خيرة لفتاة انتحرت، وتطارد ضاحياها في حمام إحدى المدارس.  وتم تصويرها لاحقًا في فيلم آخر تحت أسم شينسي تواي نو هاناكو سان وهو فيلم أُنتج عام 1998، من إخراج يوكيكو تسوتسومي،  حيث تم تصويرها على أنها شبح يريد الانتقام يطارد ضحاياه في أحدي المدراس المتوسطة التي التحقت بها قبل وفاتها.   كما تم تصويرها في فيلم 2013 آخر تولي نو هانكو سان: شين جيكيجوبان، من إخراج ماسافومي يامادا. 
تظهر هانكو سان في سلسلة المانجا هانكو و إرهاب أليغوري من تأليف ورسم المانغاكا ساكاي إسونو وتظهر كزميلة الغرفة وصديقة لدايسوكي أسو، وهو محقق خاص يحقق في الأساطير اليابانية المحلية. وتم تصوير هاناكو سان مرة آخري في سلسلة المانجا " تواليت بوند هاناكو-كون" من تأليف المانغاكا إيرو ايدا، حيث تم تصوير الشخصية كصبي صغير. ومن المقرر إن أنيمي التلفزيوني المبني علي هذه السلسلة أن يتم عرضه في بداية عام 2020 وهذا الأنمي من أنتاج أستوديو ليرتشي. وظهرت في سلاسل أنيمي أخرى والتي ركزت علي شخصية هانكو سان مثل كيوكاى لا ريني  و جيجيجي نو كيتارو. وظهرت هانكو سان أيضًا في أنمي يوكاي وتش وألعاب الفيديو الخاصة بالأنمي.